# Rameau rouge

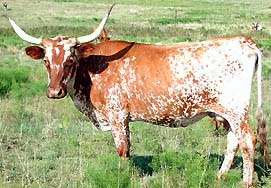
Texas Longhorn

Le rameau rouge (Rojo convexo) est un ensemble de races bovines ibériques.

## Origine
Ce rameau est descendant de Bos taurus turdetanus élevé en Espagne et au Portugal depuis des temps immémoriaux, il a fait souche dans le Cantal sans qu'on connaisse son itinéraire. Cependant dès le XIIe siècle nous savons que les habitants de la région de Mauriac avaient l'habitude de partir travailler en Espagne.
Le peuplement criollo en Amérique est beaucoup plus récent donc mieux connu: du bétail espagnol amené par les conquistadores a prospéré et a servi de base au peuplement bovin en croisement avec du bétail d'autres origines.

## Caractères communs
Elles portent une robe unie rouge allant du rouge vif à l'acajou voire au rouge sombre presque noir. Des variantes pie ou bringuée existent également. Elles portent de longues cornes en lyre ouverte. Elles sont de taille moyenne à squelette fin.

## Utilisation
Ce sont des races mixtes : lait et viande, de plus en plus orientées vers la production de viande. Autrefois, elles ont aussi été utilisées pour leur force de traction.
Ce sont des races réputées pour leur rusticité en élevage de plein air: en Espagne et au Portugal, elles sont élevées en grands troupeaux sur de vastes surfaces où sévit la sécheresse estivale. Elles y ont acquis une capacité à reprendre leur masse corporelle après une période de disette.

## Races apparentées
- Races espagnoles : Berrenda colorada, Berrenda negra, Marismeña, Menorquina, Murciana levantina, Retinta.
- Races portugaises : Alentejana, Chamusca, Garvonesa, Mertolenga
- Autres races européennes : Ferrandaise, Salers (race bovine), North Devon[1].
- Races américaines : Texas Longhorn

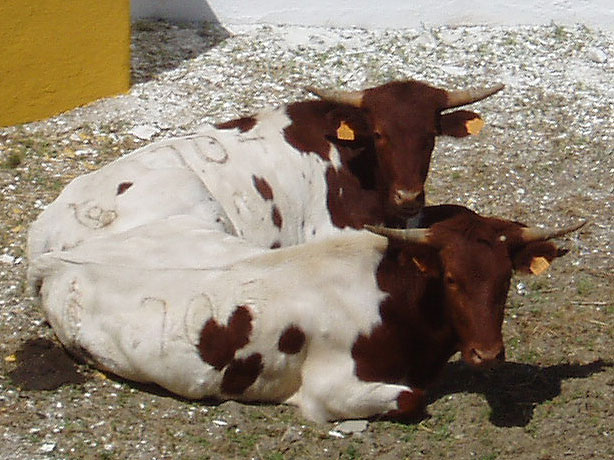
Berrenda colorada
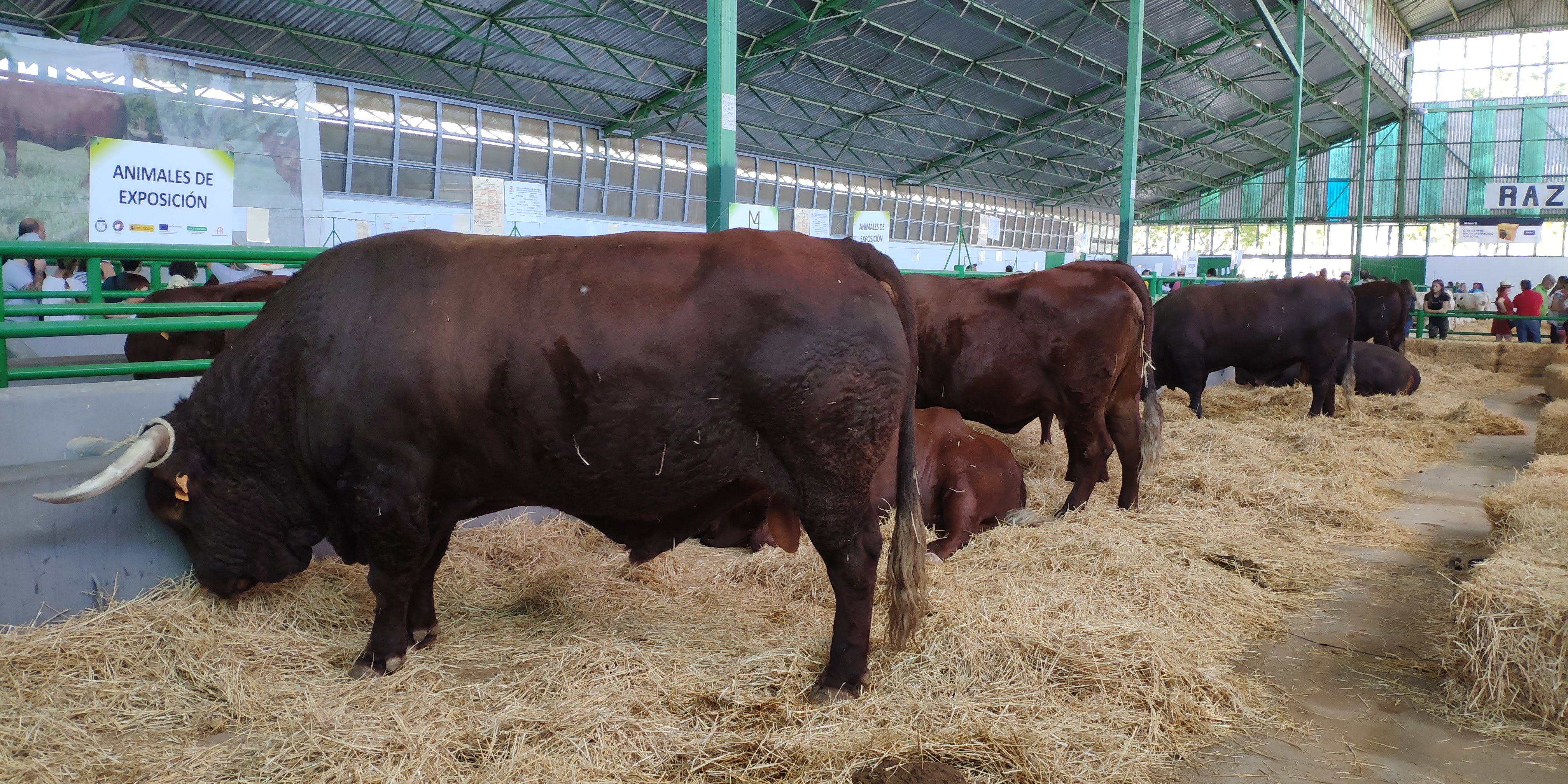
Retinta
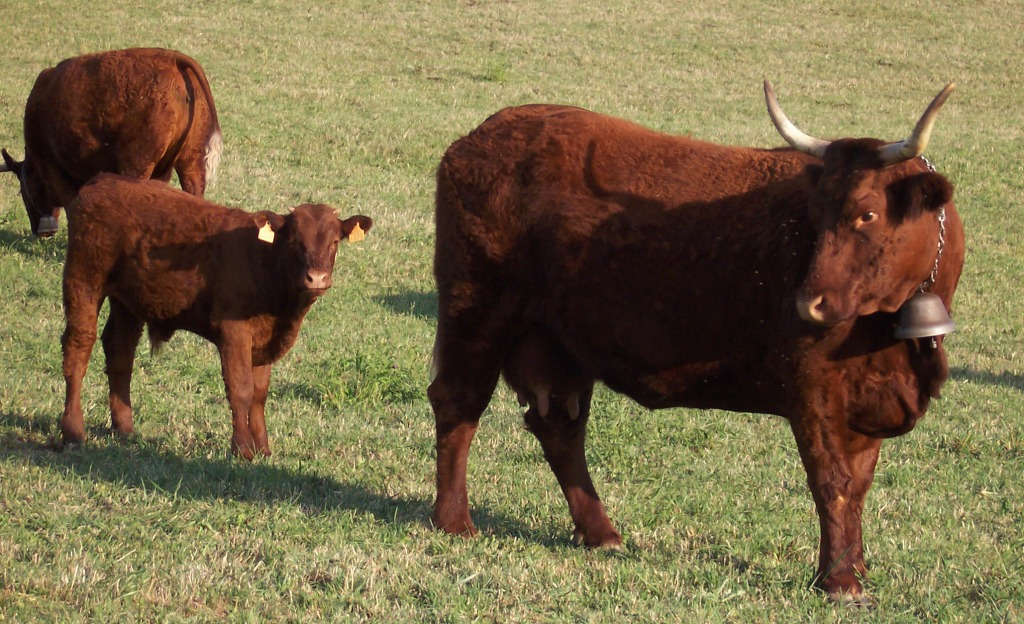
Vache salers
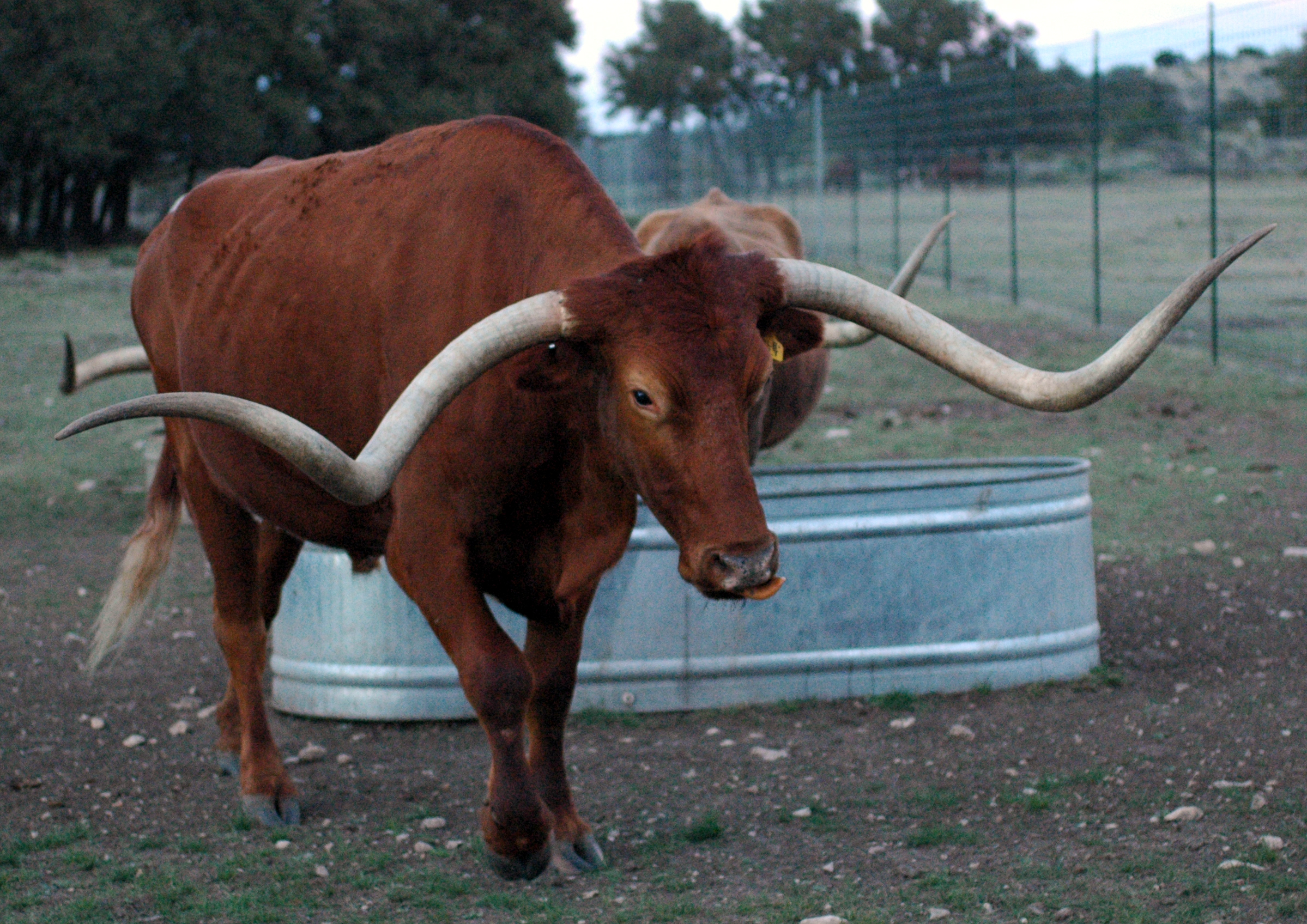
Texas longhorn